# Daniel Klajmic
Daniel Klajmic (Rio de Janeiro, em 1976) é um fotógrafo brasileiro.
Seu trabalho foi incluído numa grande variedade de publicações internacionais e, com 23 anos de idade, fotografou a campanha mundial da Max Factor. Aos 27 foi o mais jovem fotógrafo a fazer parte da coleção Pirelli no MASP.
Além de seu trabalho como fotógrafo de moda, faz fotos documentais do Rio, que foram publicadas internacionalmente, e expostas em galerias locais.